# Gekidzsóban Yu-Gi-Oh!: Csójúgó! Toki o koeta kizuna
Gekidzsóban Yu-Gi-Oh!: Csójúgó! Toki o koeta kizuna (劇場版 遊☆戯☆王 〜超融合!時空を越えた絆〜; Csójúgó! Toki o koeta kizuna; Hepburn: Gekijōban Yū-Gi-Ō!: Chō-Yūgō! Toki o Koeta Kizuna, ’angolul: Yu-Gi-Oh!: Bonds Beyond Time’) japán 3D animációs science fantasy akciófilm a Yu-Gi-Oh! alapján. 2010. január 23-án jelent meg. A Csójúgó! Toki o koeta kizuna a Yu-Gi-Oh! 10. évfordulója alkalmából készített film. A japán verzió 50 perc hosszú, a 4Kids verzió 60 perc hosszú.

## Fordítás
- Ez a szócikk részben vagy egészben  a   Yu-Gi-Oh!: Bonds Beyond Time című angol Wikipédia-szócikk ezen változatának fordításán alapul.  Az eredeti cikk szerkesztőit annak laptörténete sorolja fel. Ez a jelzés csupán a megfogalmazás eredetét és a szerzői jogokat jelzi, nem szolgál a cikkben szereplő információk forrásmegjelöléseként.